# Wykładnia wiążąca
Wykładnia prawnie wiążąca – dzieli się ją według liczby osób i organów państwa nią związanych. Według tego kryterium można wyróżnić wykładnię:
- wiążącą wszystkich adresatów danych przepisów oraz niemal wszystkie organy państwowe
- wykładnię wiążącą tylko pewna grupę osób i niektóre organy państwa
- wykładnię wiążącą organy państwowe w konkretnej sprawie

Dwa pierwsze rodzaje wykładni nazywa się wykładnią legalną. Trzeci rodzaj nazywa się wykładnią praktyczna, gdyż ma ona zastosowanie w praktyce rozstrzygania poszczególnych spraw.
 Zapoznaj się z zastrzeżeniami dotyczącymi pojęć prawnych w Wikipedii.